# Confine tra Estonia e Lettonia
Il confine tra l'Estonia e la Lettonia descrive la linea di demarcazione tra questi due stati. Ha una lunghezza di 339 km.

## Storia
Dopo la prima guerra mondiale e l'istituzione delle repubbliche indipendenti di Lettonia ed Estonia, il confine è stato istituito congiuntamente dai rappresentanti di entrambi i Paesi. Poiché nessuno di questi due Stati esisteva prima, non si registrarono particolari rivendicazioni territoriali. Il confine è stato tracciato su base etnica. Il 22 marzo 1920 si costituì la Convenzione sull'arbitrato sulla questione del confine lettone-estone.
A seguito del processo tenutesi presso il tribunale arbitrale di Riga il 19 ottobre 1920, l'Estonia e la Lettonia firmarono un'intesa sulla determinazione delle frontiere. Un accordo complementare stipulato il 1 novembre 1923 stabilì le delimitazioni tra la parte orientale della Lettonia e l'Estonia con la Russia. Il 30 marzo 1927 fu tracciato il confine definitivo, al tempo lungo 375 km e formato da 442 frontiere, numerati dal triplice punto di contatto tra Lettonia, Estonia ed Unione Sovietica ad est fino al Golfo di Riga, vicino ad Ainaži, a ovest.
Il confine lettone-estone è sorvegliato da guardie di frontiera a Valka, Ziemupe, Rūjiena e Ainaži.

## Dispute territoriali
La conformazione del confine in parte dei distretti di Valmiera e Valka ha generato nei decenni polemiche. L'Estonia, ad esempio, rivendicava le aree di Ape, Veclaicene, la già citata Valka, Lodos, Ipiķi e Ainaži. Di questi, l'Estonia è riuscita ad ottenere la sovranità della maggior parte della città di Valga e due aree paragonabili alla dimensione della diocesi di Cores (Sooru) e Platera (Laat).

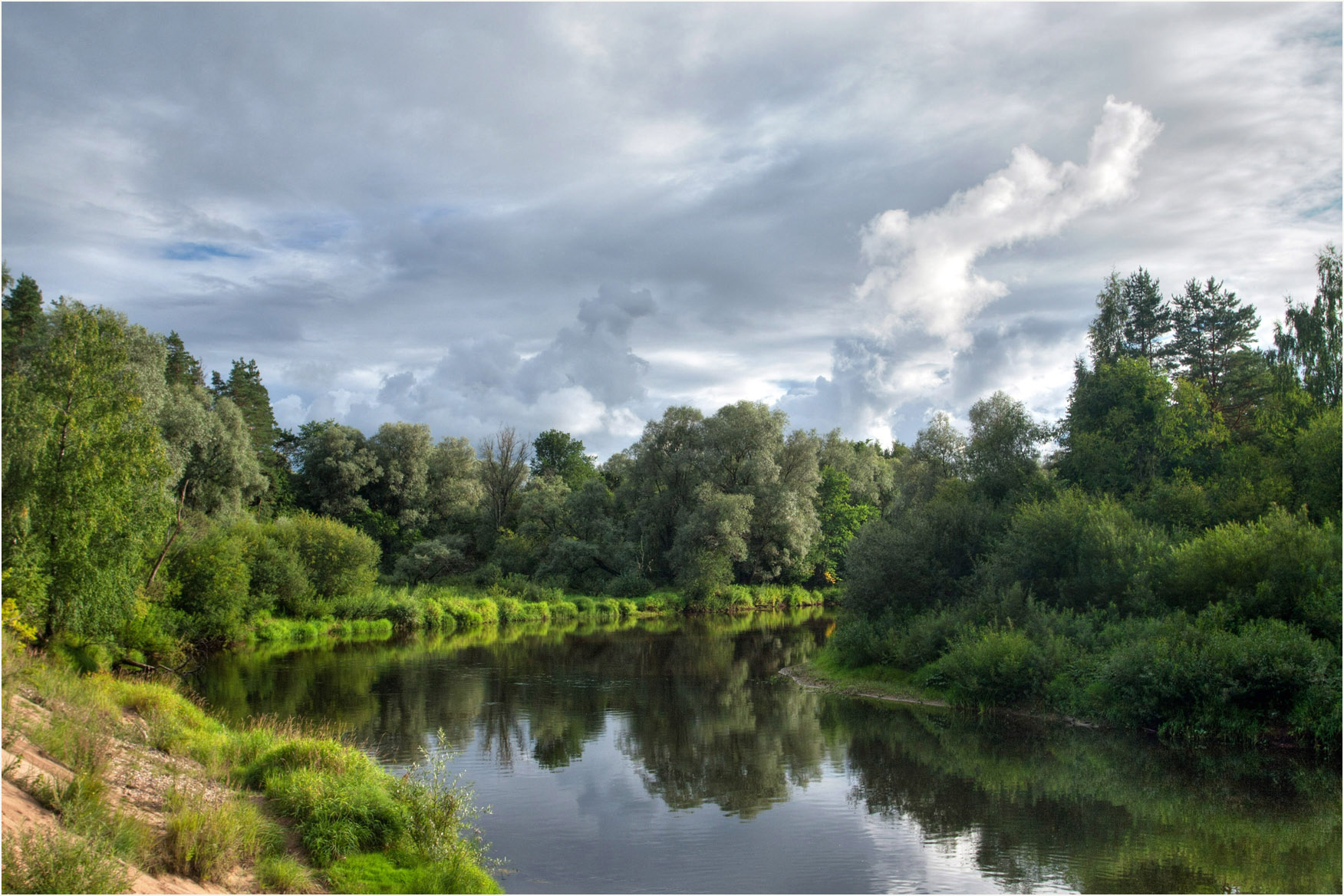
Corso d'acqua che separa i due Stati

Per converso, la maggior parte della diocesi di Jaunroze (in estone Vastse-Roosa) nell'ex contea di Võru divenne territorio lettone. La Lettonia rivendicò inoltre l'areale di Kajajärve e qualche centro abitato circostante, oltre all'isola di Ruhnu, senza ottenere risultato.

## Caratteristiche
Il confine interessa la parte sud dell'Estonia e la parte nord della Lettonia. Ha un andamento generale da ovest verso est.
Inizia dal golfo di Riga (golfo del mar Baltico). e termina alla triplice frontiera tra Estonia, Lettonia e Russia.
Oggi, il confine tra Lettonia ed Estonia è stato ridotto di 32 km dal 1944. In quell'anno, l'Unione Sovietica separò i distretti di Abrene e Pečory, appartenenti prima all'altro Paese.
I negoziati per il ripristino del confine tra Lettonia ed Estonia è iniziato nel 1992 ed è stato completato solo nel 1999.